# راف ترید رکوردز
راف ترید رکوردز (به انگلیسی: Rough Trade Records) ناشر موسیقی مستقلی واقع در لندن، انگلیس می‌باشد که در سال ۱۹۷۶ توسط جف تراویس به‌وجود آمد.